# Lajsan Utjaševa
Ljajsan Al'bertovna Utjaševa (in russo Ляйсан Альбертовна Утяшева?; Raevskij, 28 giugno 1985) è una ginnasta russa.

## Biografia
Lajsan Utaševa è nata a Raevskij in Baschiria nel 1985, ma è cresciuta a Mosca, città in cui la famiglia si era spostata per motivi lavorativi del padre. Di famiglia musulmana, si è poi convertita al cristianesimo ortodosso.
Mentre faceva la fila in un negozio, Lajsan venne notata dalla sua prima allenatrice, Kosiypova. La madre di Lajsan non voleva che la figlia iniziasse la ginnastica ritmica per paura che si rompesse qualche osso, ma Lajsan riuscì a convincerla.
Irina Viner (allenatrice di campionesse mondiali quali Alina Kabaeva, Evgenija Kanaeva) invitò poi Lajsan e la sua allenatrice ad unirsi al centro olimpico di Mosca, ma si trasferì solo Lajsan.
Nel 2001 vinse la Berlin Cup, arrivò terza ai Campionati russi e infine divenne membro della squadra russa nei Campionati mondiali di Madrid.
Nel 2002 fu seconda ai Campionati russi, terza agli Internazionali di Mosca e vinse a Corbeil.
Ad Innsbruck, nonostante fosse famosa per la sua scioltezza, la ginnasta atterrò da un salto a boucle sulle ginocchia e si ruppe il collo di entrambi i piedi a causa del pavimento troppo duro.
Dopo l'operazione tornò in palestra con entrambi i piedi ingessati e si tenne in forma con lo stretching
Una volta guarita, volle tornare all'agonismo. Non poteva però più fare molti salti e abbandonò, ritirandosi nel 2005, a vent'anni.